# Кастеллина-Мариттима
Кастелли́на-Мари́ттима (итал. Castellina Marittima) — коммуна в Италии, расположена в области Тоскана, в провинции Пиза.
Население коммуны, на 01.01.2024 года, составляет 1840 человек, плотность населения ─ 40,37 чел./км². Коммуна занимает площадь 45,57 км². Почтовый индекс — 56040. Телефонный код — 050.
Покровителем коммуны почитается святой Иоанн Предтеча (San Giovanni Decollato), празднование 29 августа.

## Демография
Динамика населения:

## Администрация коммуны
- Официальный сайт: https://web.archive.org/web/20060212133129/http://www.comunecastellina.it/